# Borough de Monmouth
Pour les articles homonymes, voir Monmouth.
Le borough de Monmouth (borough of Monmouth en anglais) est une ancienne zone de gouvernement local de deuxième niveau du pays de Galles.
Créé au 1er avril 1974 sous le nom de « district de Monmouth » (district of Monmouth en anglais) au sein du comté du Gwent par le Local Government Act 1972, il est aboli le 31 mars 1996 en vertu du Local Government (Wales) Act 1994. Avec une partie du borough de Blaenau Gwent, son territoire est constitutif du comté du Monmouthshire institué à partir du 1er avril 1996.

## Géographie
Le territoire du borough relève du comté administratif du Monmouthshire. Au 1er avril 1974, il constitue, avec les districts de Blaenau Gwent, d’Islwyn, de Newport et de la Torfaen, le comté du Gwent, zone de gouvernement local de premier niveau créée par le Local Government Act 1972,.
Alors que le district admet 68 972 habitants au recensement de 1981, 72 650 résidents sont comptabilisés lors du recensement de 1991. La superficie du territoire du district est évaluée à 203 438 acres en 1978,,.

## Toponymie
Simplement défini par un ensemble de territoires par le Local Government Act 1972, le district prend le nom officiel de Monmouth en vertu du Districts in Wales (Names) Order 1973, un décret en Conseil du 8 janvier 1973 pris par le secrétaire d’État pour le Pays de Galles,.
Ainsi, le district tient son appellation de la ville de Monmouth, principale agglomération du territoire.

## Histoire
Le district de Monmouth est érigé au 1er avril 1974 à partir des territoires suivants, :
- le borough municipal d’Abergavenny ;
- le borough municipal de Monmouth ;
- le district urbain de Chepstow ;
- le district urbain d’Usk ;
- le district rural d’Abergavenny ;
- le district rural de Chepstow ;
- le district rural de Monmouth ;
- et le district rural de Pontypool, pour partie (sans la paroisse de Llanfrechfa Lower).

Alors que la notion de borough municipal avait été abolie par le Local Government Act 1972, le statut de borough est conféré au district par un décret en Conseil du 25 mai 1988, avec une entrée en vigueur au 9 août suivant. Dès lors, il est permis à la zone de gouvernement local de s’intituler « borough de Monmouth » (borough of Monmouth en anglais) tandis que son assemblée délibérante prend le nom de « conseil de borough de Monmouth » (Monmouth Borough Council en anglais) au sens de la section 21 du Local Government Act 1972,.
Le borough est aboli au 31 mars 1996 par le Local Government (Wales) Act 1994, son territoire relevant désormais du comté du Monmouthshire au sens de la loi.

### Note
1. ↑  Le statut de borough lui est conféré au 9 août 1988.